# Urocystis junci
Urocystis junci är en svampart som beskrevs av Lagerh. 1888. Urocystis junci ingår i släktet Urocystis och familjen Urocystidaceae.   Inga underarter finns listade i Catalogue of Life.